# Ostafrikanische Eierschlange
Die Ostafrikanische Eierschlange (Dasypeltis medici) gehört zu den Afrikanischen Eierschlangen (Gattung Dasypeltis) aus der Familie der Nattern (Colubridae) in der Unterfamilie der Land- und Baumnattern (Colubrinae).
Der Artname medici ehrt Michele Medici (1782–1859), einen Physiologen an der Universität Bologna, der einer der Lehrer des Erstbeschreibers Bianconi war.

## Systematik
Es werden zwei Unterarten unterschieden:
- Dasypeltis medici medici (Bianconi, 1859)
- Dasypeltis medici lamuensis Gans, 1957 (Östliche Ostafrikanische Eierschlange)

## Merkmale
Die Ostafrikanische Eierschlange ist aglyph, besitzt also keine Giftzähne. Die Männchen erreichen eine Kopf-Rumpf-Länge von 60 Zentimetern, während die Weibchen mit bis zu 76 Zentimetern deutlich größer werden. Sie hat 71–109 Schuppen auf der Schwanzunterseite (Scutum subcaudale). Die Oberseite ist hellbeige bis rotbraun gefärbt. Dasypeltis medici medici trägt entlang des Rückens ein dunkles Band, das durch helle Flecken unterbrochen wird. Hinter dem Kopf befinden sich um die fünf nach hinten offene V-förmige Markierungen. Dasypeltis medici lamuensis ist dagegen zeichnungslos.

## Verbreitung
Das Verbreitungsgebiet der Ostafrikanischen Eierschlange ist hauptsächlich Ostafrika und reicht vom Süden Kenias über Tansania und von Teilen Mosambiks bis in den Norden Südafrikas. Die Unterart Dasypeltis medici lamuensis lebt dabei im nördlichen Teil des Verbreitungsgebiets, während Dasypeltis medici medici im südlichen Teil vorkommt. Die Schlangen leben in immergrünen Wäldern.

## Lebensweise
Die Ostafrikanische Eierschlange ist nachtaktiv. In den Kronen der Bäume sowie auf dem Boden sucht sie nach Vogelnestern. Wie alle Eierschlangen der Gattung Dasypeltis ernährt sie sich ausschließlich von Eiern. Die Eier werden im Ganzen verschlungen und durch speziell ausgeformte Fortsätze (Hypapophysen) der Brustwirbel zerbrochen. Die Eierschalen werden später ausgewürgt. Selbst im Terrarium wurde noch nie beobachtet, dass die Schlangen den Inhalt bereits zerbrochener Vogeleier aufnehmen.
Da die Afrikanischen Eierschlangen kein Gift produzieren und nur wenige Zähne besitzen, um sich gegen Brutvögel zur Wehr zu setzen, wird angenommen, dass sie durch Mimikry eine abschreckende Wirkung erreichen. Dabei können sie jedoch keine Signalfarben einsetzen, wie die meisten anderen ungiftigen Schlangen, die Giftschlangen nachahmen, da ihre Färbung als Tarnfarbe der Umgebung angepasst ist. Bei der Unterart Dasypeltis medici medici sind es rötliche Farbtöne, die eine Anpassung an die laterithaltigen roten Böden der Küsten Ostafrikas darstellen. Die Unterart Dasypeltis medici lamuensis ist einfarbig. Während bei der weit verbreiteten Gewöhnlichen Eierschlange je nach dem speziellen Verbreitungsgebiet verschiedene giftige Vipernarten in Frage kommen, die durch die Eierschlange in Zeichnung, Farbe und Form nachgeahmt werden, gibt es für die Ostafrikanische Eierschlange keine ganz ähnlich gefärbten Giftschlangen. Ihr Droh- und Warnverhalten ist jedoch dem der Giftschlangen sehr ähnlich, so dass dadurch eine Abschreckung der Vögel erzielt werden kann.
Die Weibchen legen 6–12 ovale Eier, die 24 × 8 mm groß sind. Erst nach einer Brutdauer von mehreren Monaten schlüpfen die Jungtiere und erreichen dann eine Länge von rund 23 cm.